# 謝巴赫河
51°28′32.8″N 7°55′7.8″E / 51.475778°N 7.918833°E
謝巴赫河（德語：Scheebach），是德國的河流，位於該國西部，處於北萊茵-威斯特法倫州，屬於魯爾河的左支流，河道全長1.8公里，流域面積1.1平方公里。